# آنا برولين
آنا برولين (بالسويدية: Anna Brolin)‏ هي صحفية ومقدمة تلفزيونية سويدية، ولدت في 12 مايو 1980 في ستوكهولم في السويد.